# Lawrence Summers
Lawrence Henry 'Larry' Summers (New Haven, 30 de noviembre de 1954) es un economista estadounidense de origen judío. Fue el 71.er Secretario del Tesoro de los Estados Unidos de 1999 a 2001 bajo la presidencia de Bill Clinton. Fue Director del Consejo Nacional de Economía de los Estados Unidos, dependiente de la Casa Blanca, durante la presidencia de Barack Obama de enero de 2009 a diciembre de 2010.
Fue Economista Jefe del Banco Mundial desde 1991 a 1993.
Summers como Charles W. Eliot fue profesor en la Universidad de Harvard dentro de la Kennedy School of Government. En 1993 recibió la Medalla John Bates Clark por su trabajo en el campo de la economía.
Summers fue presidente de  Harvard de 2001 a 2006 y fue obligado a renunciar al ser acusado de machista: «En Harvard, Summers tuvo problemas con el profesorado, que se había rebelado contra él porque sugirió que el hecho de que hubiera pocas mujeres en matemáticas y en las ciencias duras podía deberse a lo que él denominó la distribución desigual de "las aptitudes intrínsecas"» [Cathy O´neil, Armas de destrucción matemática, pág. 51].

## Controversia sobre "Industrias sucias"
Para más información: Informe Summers.
En diciembre de 1991, estando en el Banco Mundial, Summers firmó un informe que se filtró a la prensa. Lant Pritchett ha reivindicado la autoría del mismo, que tanto él como Summers dicen fue concebido como sarcasmo. Allí se afirmaba:

"Creo que la lógica económica detrás del vertido de una carga de basura tóxica en el país de menor salario es impecable, y debemos hacernos cargo de eso. [...] Siempre he pensado que los países menos poblados de África están en gran medida SUB-contaminados"
Lawrence Summers

## Opinión sobre la globalización
Escribe sobre los efectos del libre comercio: "Reconozco que las tendencias globales y los nuevos estudios muestran que el impacto del comercio sobre los salarios es mucho mayor que hace diez años.
Sin embargo, aunque reconoce que el libre comercio ha sido perjudicial para la clase media estadounidense, aconseja a Estados Unidos que no proteja su economía con medidas proteccionistas y que aplique esta política en beneficio de otros países: "La verdadera opción estratégica a la que deben enfrentarse los estadounidenses es si el objetivo de sus políticas es ver crecer y prosperar a las economías del resto del mundo. ¿O los Estados Unidos quieren impedir que el resto del mundo lo amenace frenando el crecimiento mundial e impidiendo que los productos y las personas accedan a ellos?".